# Aconura amitina
Aconura amitina är en insektsart som beskrevs av Melichar 1902. Aconura amitina ingår i släktet Aconura och familjen dvärgstritar. Inga underarter finns listade i Catalogue of Life.